# Bisdom Foz do Iguaçu
Het bisdom Foz do Iguaçu (Latijn: Dioecesis Iguassuensis) is een rooms-katholiek bisdom met als zetel Foz do Iguaçu, in Brazilië. Het bisdom is suffragaan aan het aartsbisdom Cascavel.

## Geschiedenis
Het bisdom werd voor de eerste keer opgericht op 10 mei 1926, als de territoriale prelatuur Foz do Iguaçu, uit delen van het nieuw verheven aartsbisdom Curitiba. Op 20 juni 1959 werd de prelatuur opgeheven en het gebied verdeeld over twee nieuw opgerichte bisdommen Campo Mourão en Toledo. Op 5 mei 1978 werd het bisdom opnieuw opgericht als bisdom Foz do Iguaçu, uit delen van het Toledo, en was suffragaan aan het aartsbisdom Curitiba. Op 16 oktober 1979 veranderde het van kerkprovincie en werd suffragaan aan het nieuw verheven aartsbisdom Cascavel.

## Parochies
Het bisdom had in 2021 een oppervlakte van 6.830 km2 en telde 463.423 inwoners waarvan 65,3% rooms-katholiek was.

## Bisschoppen
- Wilhelm Maria Thiletzek (1926 - 25 februari 1937)
- Manuel Könner (13 december 1947 - 20 juni 1959; apostolisch administrator sinds 17 februari 1940)
- Olívio Aurélio Fazza (5 mei 1978 - 28 november 2001)
- Laurindo Guizzardi (28 november 2001 - 20 oktober 2010)
- Dirceu Vegini (20 oktober 2010 - 29 september 2018)
- Sérgio de Deus Borges (17 juli 2019 - heden)

Cascavel (aartsbisdom) · Foz do Iguaçu · Palmas-Francisco Beltrão · Toledo